# プラーガ・R1
プラーガ・R1(Praga R1)はチェコの自動車メーカー、プラーガが製造するスポーツカーである。

## 開発
プラーガ・R1の第1号機は2012年に製造された。2012年10月10日にはプラーガのテストドライバーであるダニー・ファン・ドンゲンによって初の走行が行われている。その後、2013年3月に生産が開始された。

## レースへの参戦
2012年11月15日、スーパーカー・チャレンジの運営組織はプラーガ、ラディカルと共に新しいレーシングクラス、スーパーライツを立ち上げた。スーパーライツはプラーガ・R1、ラディカル・SR8、ラディカル・SR3、その他のグループCN車両の4つのサブクラスで構成されていた。

### 2013
スロバキアリンクにおいてスーパーライツクラス初のレースが行われた。プラーガはこのレースに10台のR1が参加すると発表していた。しかし、スペインから発送されるはずだったホイールが税関のストライキのためにレースに間に合わず、3台が出走しただけだった。そのうちの1台をドライブするダニー・ファン・ドンゲンはフリープラクティスでは3位を記録し、予選ではPR1クラスにおいてポールポジションを獲得、全体では4位であった。またステファン・ロジーナがドライブするプラーガがこのレースで勝利した。

### 2014
2014年シーズンでは4人のドライバーがプラーガ・R1でスーパーカー・チャレンジに参加した。ゾルダー24時間レースにも出走し、初の24時間完走を成し遂げている。

### 2017
2017年シーズンにおいては、VRモータースポーツがプラーガ・R1TをオランダGT&プロトタイプチャレンジのCNクラスで走らせた。このシーズンで彼らは複数回の表彰台を獲得し、ゾルダー戦では圧倒的な勝利を成し遂げている

### 2018
昨年と同様にオランダGTに参戦し、CNクラスにおいて優秀な成績を残している。ドイツツーリングカー選手権がザントフォールト・サーキットで開催された際のサポートレースでは、R1より高出力のLMP3車両を相手に勝利を収めている。

### 2019

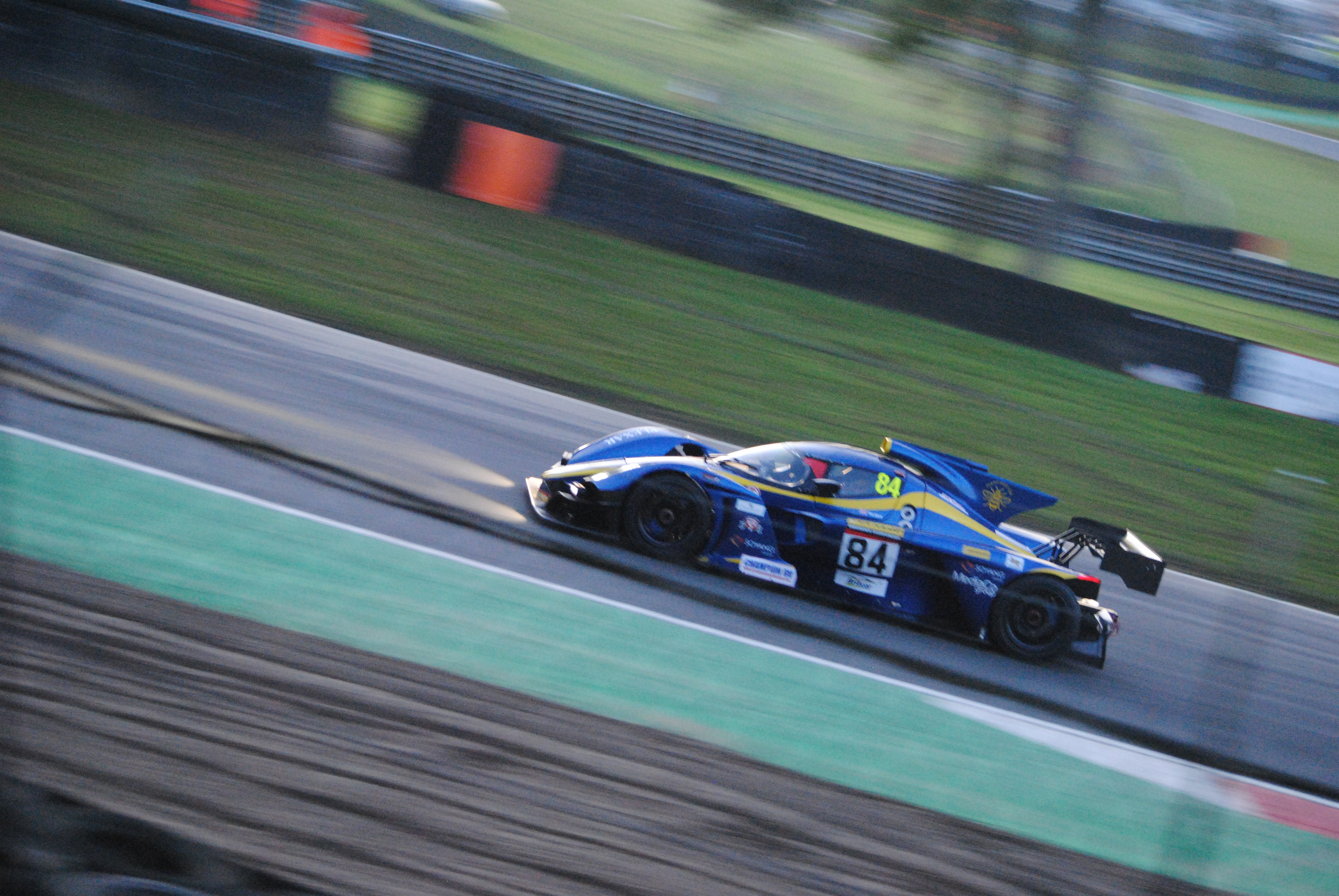
ブランズ・ハッチを走行するプラーガ・R1T

プラーガ・R1TはVRモータースポーツによってダンロップ耐久選手権に参加した。最終戦ブランズ・ハッチの前でシリーズランキングは6位であった。最終戦の第1レースではヒューズとドアの問題により11位、第2レースでは2位を獲得した。これによりチームは2019年シーズンランキングにおいて総合4位、クラス1位を記録した。

## プラーガ・R1R
プラーガ・R1RはR1をベースとした公道走行可能なモデルである。わずかに車体が小さくなったが、同じエンジン、トランスミッション、ブレーキ、クラッチ、シャシーを使用している。

## 参照
1. ↑  “PRAGA R1 the first track tests”. Praga Racing. 2012年12月15日時点のオリジナルよりアーカイブ。2013年6月24日閲覧。
2. ↑  “Praga R1 doorstaat FIA crashtest serieproductie inmiddels gestart”. Supercar Challenge. 2013年6月24日閲覧。
3. ↑  “Supercar Challenge introduceert nieuwe divisie in 2013: de Superlights”. Supercar Challenge. 2013年6月24日閲覧。
4. ↑  “Door overmacht voorlopig slechts drie Praga R1's aan de start op Slovakia Ring”. Supercar Challenge. 2013年6月24日閲覧。
5. ↑  “Rijders Supercar Challenge kwalificeren zich onder stralende zon op Slovakia Ring”. Supercar Challenge. 2013年6月24日閲覧。

## 参考書籍
- FoxSyndication 「SUPER TEST PRAGA R1」 『GENROQ』 相原俊樹訳、339号、三栄書房、2014年